# Onthophagus devexus
Onthophagus devexus är en skalbaggsart som beskrevs av Macleay 1888. Onthophagus devexus ingår i släktet Onthophagus och familjen bladhorningar. Inga underarter finns listade i Catalogue of Life.